# Bo (stripfiguur)
Bo, in sommige Nederlandstalige verhalen Ko, is een van de belangrijkste personages uit de verhalen van Tokkie Tor, samen met Tokkie zelf. Hij is Tokkies beste vriend en woont samen met hem in Puindorp (ofwel Keverdorp/Lorrendam). Bo is goedhartig en voor een tor erg sterk, maar gedraagt zich soms ook nogal onhandig.
Bo is net als Tokkie een kever, al is onduidelijk van welke soort. In de meeste verhalen draagt hij een ietwat deftig pak en een hoge hoed. Ook heeft hij soms een lichte baard.
Bo verscheen voor het eerst op 1 mei 1932 in de Amerikaanse kranten, in het stripverhaal The Quest for Fortune. In dit verhaal is hij nog een landloper, die Tokkie Tor – die van huis is weggelopen en verdwaald – opvangt en tijdelijk onder zijn hoede neemt. Tokkie en Bo besluiten hierna om in het nieuw gestichte "dorpje" Lorrendam bij elkaar te gaan wonen en samen de kost te verdienen. Na een paar maanden verdween Bo in eerste instantie weer uit de serie, maar in mei 1945 maakte hij zijn rentree in het tijdschrift Walt Disney's Comics and Stories . Hierna beleeft hij samen met Tokkie nog vele avonturen. Bo is dan vaak degene die zichzelf in de problemen werkt, waarna Tokkie het moet oplossen. Samen krijgen ze echter ook veel positiefs voor elkaar.
In de oudste Tokkie Tor-verhalen die in het Nederlands zijn verschenen heet Bo nog Ko. Ook veel personages en het dorp hebben hier andere namen dan in de latere verhalen.